# John King (écrivain)
Pour les articles homonymes, voir John King (homonymie) et King.
Œuvres principales
- Football Factory
- La Meute
- Human Punk
- Aux couleurs de l'Angleterre

John King, né en 1960 à Slough en Angleterre, est un romancier britannique.

## Biographie
John King s'est fait connaître au Royaume-Uni puis dans le monde entier grâce à son célèbre ouvrage Football Factory puis a poursuivi son parcours avec La Meute, Human Punk et Aux couleurs de l'Angleterre. À noter que Football Factory, La Meute et Aux couleurs de l'Angleterre forment une trilogie.
John King est connu pour son refus de l'establishment littéraire, sa posture « populiste » ou « populaire » selon les avis, son intérêt pour la classe ouvrière et son goût pour les sujets originaux (mouvement punk, hooliganisme...).

## Œuvres

### Romans
- Football Factory, Atelier Alpha bleue, coll. « Alpha bleue étrangère », 1998 ((en) The Football Factory, 1996), trad. Alain Defossé, 353 p.  (ISBN 2-86469-091-8)Réédition, J'ai lu, 1999, 347 p. (ISBN 2-290-05297-3) ; réédition, L'Olivier, 2004, 363 p. (ISBN 2-87929-464-9) ; réédition, Points, 2006, 398 p. (ISBN 2-7578-0001-9) ; réédition, Au diable vauvert, 2020, 508 p. (ISBN 979-10-307-0317-7)
- La Meute, L'Olivier, 2003 ((en) Headhunters, 1998), trad. Alain Defossé, 400 p.  (ISBN 978-2-87929-391-2)
- Aux couleurs de l'Angleterre, L'Olivier, 2005 ((en) England Away, 1999), trad. Alain Defossé, 377 p.  (ISBN 2-87929-253-0)Réédition sous le titre England Away : Aux couleurs de l'Angleterre, Au diable vauvert, 2016, 395 p. (ISBN 979-1-03070-053-4)
- Human Punk, L'Olivier, 2003 ((en) Human Punk, 2000), trad. Alain Defossé, 474 p.  (ISBN 978-2-87929-287-8)
- White Trash, Au diable vauvert, 2014 ((en) White Trash, 2002), trad. Clémence Sebag, 384 p.  (ISBN 978-2-84626-802-8)Réédition, Points, 2016, 397 p. (ISBN 978-2-7578-5292-7)
- Prison House, Au diable vauvert, 2018 ((en) The Prison House, 2004), trad. Diniz Galhos, 371 p.  (ISBN 979-1-03070-178-4)
- Skinheads, Au diable vauvert, 2012 ((en) Skinheads, 2008), trad. Alain Defossé, 388 p.  (ISBN 978-2-84626-402-0)Réédition, Points, 2013, 404 p. (ISBN 978-2-7578-3150-2)
- Anarchy in the U.S.E., Au diable vauvert, 2022 ((en) The Liberal Politics Of Adolf Hitler, 2016), trad. Diniz Galhos, 500 p.  (ISBN 979-10-307-0251-4)
- (en) Slaughterhouse Prayer, 2018
- (en) The Beasts of Brussels, 2020
- (en) London Country, 2022